# Sault-Saint-Remy
Sault-Saint-Remy é uma comuna francesa na região administrativa de Grande Leste, no departamento das Ardenas. Estende-se por uma área de 9,63 km². Em 2010 a comuna tinha 218 habitantes (densidade: 22,6 hab./km²).